# Charles Xavier
El Profesor Charles Francis Xavier, también conocido como Profesor X, es un superhéroe ficticio que aparece en los cómics estadounidenses publicados por Marvel Comics. El personaje es representado como el fundador y, a veces, líder de los X-Men. Creado por el escritor Stan Lee y el artista/coguionista Jack Kirby, el personaje apareció por primera vez en The X-Men #1 (septiembre de 1963).
Xavier es miembro de una subespecie de humanos conocidos como mutantes, que nacen con habilidades sobrehumanas. Es un telépata excepcionalmente poderoso, que puede leer y controlar la mente de los demás. Para albergar y entrenar mutantes de todo el mundo, dirige una escuela privada en Mansión X en Salem Center, ubicada en el condado de Westchester, Nueva York. Xavier también se esfuerza por servir a un bien mayor mediante la promoción de la coexistencia pacífica y la igualdad entre humanos y mutantes en un mundo donde el fanatismo anti-mutante está muy extendido.
A lo largo de gran parte de la historia del personaje en los cómics, Xavier es un parapléjico que usa una silla de ruedas estándar o modificada. Xavier, uno de los telépatas mutantes más poderosos del mundo, es un genio científico y una autoridad líder en genética. Ha ideado a Cerebro y otros equipos para mejorar los poderes psíquicos y detectar y rastrear personas con el gen mutante.
Desde una política social y una perspectiva filosófica, Xavier resiente profundamente los métodos violentos de aquellos como su antiguo amigo cercano y enemigo ocasional, el supervillano Magneto. En cambio, ha presentado su plataforma de pacifismo intransigente para ver su sueño hecho realidad, uno que busca vivir en armonía junto a la humanidad con plenos derechos civiles e igualdad para los mutantes. Las acciones y metas de Xavier han sido comparadas con las de Martin Luther King Jr. y la lucha por los derechos civiles en los Estados Unidos, mientras que Magneto a menudo se compara con el activista más militante de los derechos civiles Malcolm X.
La creación y el desarrollo del personaje se produjeron durante la lucha por los derechos civiles de principios de la década de 1960; La primera aparición de Xavier fue en 1963. La difícil situación ficticia de la raza mutante enfrentada a la intolerancia y los prejuicios pretendía iluminar al público de la época sobre lo que estaba ocurriendo en los Estados Unidos y promover los ideales de tolerancia e igualdad para todos.
Patrick Stewart interpretó al personaje en las tres primeras películas de la serie de películas X-Men y en varios videojuegos, mientras que James McAvoy interpretó una versión más joven del personaje en la precuela de X-Men: primera generación (2011). Ambos actores repitieron el papel en la película X-Men: días del futuro pasado (2014). Stewart volvería a interpretar el papel en la película Logan (2017) y en la película de Marvel Cinematic Universe (MCU) Doctor Strange en el multiverso de la locura (2022), mientras que McAvoy aparecería como su versión más joven del personaje en X-Men: Apocalipsis (2016), Deadpool 2 (2018) y Dark Phoenix (2019). Harry Lloyd interpretó al personaje en la tercera temporada de la serie de televisión Legion.

## Historial de publicaciones
Creado por el escritor Stan Lee y el artista/coguionista Jack Kirby, el Profesor X apareció por primera vez en X-Men #1 (septiembre de 1963).

## Biografía

### Infancia y Juventud
Charles Xavier es el único hijo de Brian Xavier, un respetado científico nuclear y de su esposa Sharon. Nació en una vieja casona estilo victoriano en el condado de Westchester, en Nueva York. Se supone que mientras estaba en el vientre materno, Charles sufrió el primer despertar de sus poderes telepáticos, al ser atacado por una forma de vida parasitaria extraterrestre que se alimenta de los telepatas llamada Mummudrai. Por suerte, el nonato Charles fue capaz de hacer frente a esta terrible amenaza (que más tarde evolucionaría como la criatura llamada Cassandra Nova).
Tras la muerte de Brian Xavier en un misterioso accidente, su amigo y socio, Kurtis Marko, se casa con su viuda, Sharon. Después de la boda, Kurtis se muda con los Xavier, trayendo consigo a su hijo Cain. Pronto demuestra una actitud despreciable hacia su esposa, lo cual la conduce al alcoholismo, y somete a malos tratos a Charles y a Cain, quien se desquita de sus frustraciones e inseguridades con su hermanastro. Cuando entró en la pubertad, los poderes mutantes telepaticos naturales de Charles se manifestaron. Con sus poderes activos, Charles pudo averiguar que Kurtis realmente estaba interesado en la fortuna familiar. Poco tiempo después, Sharon muere, y una pelea entre Cain y Charles provoca la explosión de algunos de los equipos del laboratorio de Kurtis, quien muere a causa de las lesiones. Charles toma el control de su hogar y las posesiones de sus padres y expulsa a su abusivo hermanastro Cain, quién jura que algún día volverá para vengarse de él.
Con ayuda de sus poderes y su coeficiente intelectual natural muy avanzado, Xavier se convierte en un estudiante y atleta excelente, aunque siempre se dejaba superar por el resto, creyendo que sus poderes le daban una ventaja injusta. A la edad de 26 años, se gradúa con honores de la Universidad de Harvard, con un doctorado en genética, biofísica y psicología, para hacer interinidad en la Universidad de Oxford y convertirse pronto en Profesor de la Universidad de Columbia.
En la Escuela de Posgrado, conoce a una joven llamada Moira, una estudiante de genética, de la cual se enamora. Los dos deciden casarse, pero pronto, Xavier es enviado a la Guerra de Corea, durante la cual recibe una carta de Moira comunicándole su decisión de terminar la relación. Más tarde descubre que Moira se ha casado con un antiguo novio, Joseph MacTaggert.
Después de la guerra, Xavier viaja por el mundo. En El Cairo, conoce a Amal Farouk, un poderoso mutante que controlaba el crimen organizado de la región. Enfrentados en un combate en el plano psíquico, Xavier logra a duras penas derrotarlo, destruyendo su cuerpo físico. Este encuentro le lleva a la decisión de dedicar su vida a proteger a la humanidad de los mutantes malvados y resguardar a los mutantes inocentes de la opresión humana. Farouk se convertirá entonces en una especie de fantasma psíquico conocido como el Rey Sombra.
Xavier visita a su amigo Daniel Shomron, quien dirige una clínica para víctimas traumatizadas del Holocausto en Haifa, Israel. Allí conoce aun hombre llamado simplemente Magnus, un superviviente del Holocausto que trabaja como voluntario en la clínica. Ambos traban una estrecha amistad a pesar de tener puntos de vista diferentes sobre la repentina explosión de mutantes alrededor del mundo. En ese momento ambos se ocultaron mutuamente que eran mutantes. Los dos mantienen largos debates respecto a qué pasaría si la humanidad se enfrentara a una nueva raza de humanos con superpoderes. Si bien Xavier es optimista, las experiencias de Magnus lo llevan a creer que la humanidad oprimiría a dicha nueva raza, así como también lo hace con otras minorías. Xavier también conoce en Israel a la diplomática Gabrielle Haller, una mujer sumida en un coma catatónico por el trauma experimentado. Xavier usa sus poderes mentales para sacarla de ese estado y pronto se enamoran.
Xavier y Magnus se revelan sus poderes cuando pelean contra el agente nazi Baron Wolfgang von Strucker y sus soldados de Hydra, para liberar a Gabrielle, que había sido raptada para proporcionales una gran cantidad de oro que había podido ocultar antes del Holocausto. Magnus está a punto de matar a Strucker, pero Xavier se lo impide. Al entender que ambos puntos de vista sobre las relaciones entre mutantes y humanos son incompatibles, Magnus se marcha con el oro. Charles permanece en Israel por un tiempo, pero se separa de Gabrielle, sin saber ninguno de los dos que ella se encontraba embarazada.
Xavier continúa sirviendo en la milicia estadounidense. En Afganistán se enfrenta con el alienígena Lucifer, arruinando sus planes para invadir la Tierra. El alienígena se venga arrojando una gran piedra sobre Xavier, dañandole la columna vertebral y dejándole parapléjico. Después de la huida de Lucifer, una joven llamada Tessa escucha el grito telepático de Xavier suplicando ayuda y lo rescata. En secreto, Xavier lleva a Tessa a los Estados Unidos y comienza a entrenarla como una agente secreta.

### Fundación de los X-Men
Xavier vuelve a los Estados Unidos, donde decide invertir su vasta fortuna familiar en transformar su vieja casona de Westchester, en una escuela para entrenar a mutantes. Xavier cree que gran parte del rechazo que la humanidad experimenta contra los mutantes es consecuencia del temor que muchos mutantes les generan al utilizar sus poderes sin el entrenamiento adecuado. La escuela también contará con reconocimiento académico oficial como una high school.
De forma paralela, Xavier también trabaja como psiquiatra. Él comienza a tratar como su paciente a una niña de nombre Jean Grey, una mutante telépata igual que él. Xavier trata a Jean por varios años. Ella es, de manera extraoficial, su primera alumna.
Xavier también quiere que sus estudiantes formen un equipo de superhéroes al servicio de la sociedad, inspirado en el reconocimiento que tienen nuevos equipos como los Cuatro Fantásticos. Xavier se reencuentra con su exnovia Moira, quién ahora está divorciada y ha fundado un centro de investigaciones científicas en la Isla Muir, en Escocia. Con ayuda de Moira y de un amigo de Xavier, el agente del FBI Fred Duncan, Xavier comienza a reclutar a jóvenes mutantes para su escuela.
Los primeros cinco estudiantes de Xavier son Cíclope, Hombre de Hielo, Bestia y Ángel, a quienes poco después se les sumaría la joven Jean Grey. Xavier los llama X-Men haciendo alusión al gen Factor-X, que determina la condición mutantes de un individuo. Tras un largo entrenamiento, los X-Men hacen su debut al salvar la base de Cabo Cañaveral de un mutante terrorista llamado Magneto, el "Amo del Magnetismo", quién resulta no ser otro que Magnus, el viejo amigo de Xavier.

### Los X-Men originales
Durante la mayor parte del tiempo, Xavier usa sus poderes telepáticos para mantenerse en contacto con sus estudiantes y darles instrucciones y consejo cuando lo necesitan. Además, usa una máquina especial llamada Cerebro, de su propia creación, que incrementa sus habilidades mentales para detectar mutantes y permitir al equipo encontrar nuevos estudiantes que necesiten de su protección.
Magneto responde al equipo de superhéroes fundado por su viejo amigo y crea su propia versión, la Hermandad de Mutantes Malignos. A esta amenaza se le suma otra de gran importancia: Cain, el hermanastro de Xavier, finalmente obtuvo el poder que deseaba, y al hacer un pacto con una entidad llamada Cyttorak, esta lo transforma en un ser de fuerza ilimitada conocido como Juggernaut. Juggernaut se convierte en una constante amenaza para su hermanastro y sus alumnos.
Más adelante, Xavier descubrió un intento de invasión a la Tierra de parte de una raza alienígena conocida como los Z'Nox. Xavier planea frustrar su intento de invadir la Tierra, pero sin la ayuda de los X-Men, para no exponerlos a un peligro. Xavier contrata al mutante metamorfo llamado Changeling para que tome su apariencia y lo reemplace con los X-Men mientras él parte a su misión. Solo Jean Grey sabe de la misión de Xavier, pero acuerda guardar el secreto. Por desgracia, Changeling muere durante una batalla entre los X-Men y el villano Grotesk. Los X-Men creyeron que el verdadero Xavier había muerto.
Finalmente Xavier regresó, y con ayuda de los X-Men finalmente frustró el intento de invasión de los Z'Nox.

### Los segundos X-Men y los Nuevos Mutantes
Cuando los X Men son capturados por la criatura conocida como Krakoa, la Isla Viviente, Xavier organiza un nuevo equipo para su rescate con ayuda de la Dra. MacTaggert. Este nuevo equipo lo conforman Vulcan, Darwin, Petra y Sway. El equipo logra rescatar a Cíclope, pero por desgracia mueren en la fatídica misión. Xavier borra los recuerdos de este equipo en Cíclope y decide formar un segundo grupo. Este equipo contaba con una base multinacional y multirracial. Este nuevo equipo si logró rescatar al resto de los X-Men de Krakoa. Después de la misión, el antiguo equipo de X Men, excepto Cíclope y Jean Grey, abandona la escuela, buscando nuevos caminos y metas.
Poco después, Xavier recibe una señal de socorro en forma de sueños. Esta señal proviene de la Princesa Lilandra Neramani. Lilandra era hermana del Emperador D'Ken, soberano del vasto imperio intergaláctico de los Shi'Ar. Lilandra huía a la Tierra trayendo consigo el Cristal M'Kraan, una gema mística de gran poder que D'Ken planeaba utilizar para dominar al universo. Xavier envía a sus alumnos a encontrarse con Lilandra en una base espacial. La misión tendrá graves consecuencias: en un combate contra las fuerzas de D'Ken, que perseguían a Lilandra, se desatan una serie de eventos que conducen a que Jean Grey sea suplantada por la entidad cósmica conocida como la Fuerza Fénix.
Xavier y los X-Men auxilian al Fénix y logran derrotar a D'Ken. Lilandra es procalamda la nueva Emperatriz de los Shi'Ar. Xavier y Lilandra se enamoran durante los eventos y mantienen una relación amorosa " a larga distancia". Por desgracia, la Fuerza Fénix termina por corromperse en la Tierra y se transforma en la malvada criatura Fénix Oscura. La amenaza de Fénix Oscura pone a Xavier y Lilandra en bandos opuestos, pues la Emperatriz viaja a la Tierra con la finalidad de destruir a la perversa criatura. Sin embargo, la mente de Jean que habita aún en el Fénix, termina tomando el control y sacrifica su cuerpo para contener la amenaza.
Más adelante, Lilandra vuelve a solicita la ayuda de Xavier cuando es derrocada por un golpe de Estado de parte de su hermana, la princesa Ave de Muerte y sus socios, una raza de parásitos extraterrestres conocidos como los Brood. Xavier y los X-Men viajan al espacio y son emboscados por los Brood. Los Brood implantan en Xavier un huevo brood (que al eclosionar engendraría un ser de esta raza), lo cual dispuso a Xavier bajo el control de los Brood.
Xavier logra escapar y vuelve a la Tierra, más cree que los X-Men han muerto a manos de los Brood. Xavier decide reunir a un nuevo equipo de jóvenes mutantes, los llamados Nuevos Mutantes. Los jóvenes que Xavier planeaba reclutar son atacados por el cyborg Donald Pierce, exintegrante del grupo de villanos conocido como el Club Fuego Infernal. Xavier une fuerzas con Sebastian Shaw, el líder del Club Fuego Infernal, pues la asistente de este, Tessa, también fue capturada por Pierce. Juntos, Xavier y Shaw derrotan a Pierce. En ese momento Xavier oculta que en realidad Tessa es su agente encubierto, que el entrenó hace años para espiar a Shaw.
El Brood latente dentro de Xavier comienza a tomar control de sus acciones. Su idea es que los Nuevos Mutantes sirvieran como anfitriones en la reproducción de los Brood. Los X Men volveron del espacio y liberaron a Xavier, pero ya era tarde para evitar que se convirtiera en una "Reina Brood". Los X Men con ayuda del equipo de piratas espaciales, los Starjammers, restauran a Xavier a su forma original clonando un nuevo cuerpo a partir de unas muestras en pañuelos que donó a los Starjammers. Este nuevo cuerpo contaba con piernas funcionales pero el dolor psicosomático que Xavier experimentó después de vivir tanto tiempo parapléjico, hizo que no pudiera andar durante algún tiempo.
Durante una historieta en la cual los X Men pelean contra miembros de la raza extraterrestre conocida como los Brood, Xavier fue capturado y se le implantó un huevo brood (que al eclosoniar engendraría un ser de esta raza), lo cual dispuso a Xavier bajo el control de los Brood. Durante esta época, Xavier reunió un equipo de jóvenes mutantes llamado Nuevos Mutantes, con la idea de que sirvieran como anfitriones en la reproducción de los alienígenas. Los X Men descubrieron esto y liberaron a Xavier, pero ya era tarde para evitar que se convirtiera en una Reina Brood. Los X Men y Starjammers restauran su forma original clonando un nuevo cuerpo a partir de unas muestras en pañuelos que donó a los Starjammers. Este nuevo cuerpo contaba con piernas funcionales pero el dolor psicosomático que Xavier experimentó después de vivir tanto tiempo parapléJico hizo que no pudiera andar durante algún tiempo.
Poco después, Xavier acepta impartir clases en la Universidad de Columbia. Allí, él es herido gravemente y dado por muerto como víctima de un crimen. Callisto y sus Morlocks, lo ocultan en sus alcantarillas y lo protegen. Uno de los Morlocks lo cura parcialmente, pero Callisto advierte a Xavier que no está completamente curado y que debe permanecer más tiempo en recuperación y contenerse de emplear toda su fuerza y poderes, o sino su salud podría fallar nuevamente. Xavier oculta sus lesiones a los demás y reanuda su vida.
Xavier se reencuentra a su exnovia Gabrielle Haller en la Isla Muir. Allí, Gabrielle le confiesa que tuvo un hijo de él. El joven se llama David. El chico heredó el vasto potencial psíquico de su padre, pero este tiene un efecto secundario en él. David autista y posee además un desorden de personalidad múltiple. David asume una personalidad conocida como Legión y ataca a su padre y a los Nuevos Mutantes. Xavier se ve forzado a combatir a su hijo, quién cae en un estado catatónico luego del conflicto.
Magneto finalmente es arrestado y sometido a juicio. Xavier asiste al proceso para defender a su viejo amigo. El juicio es interrumpido por los gemelos Fenris (Andrea y Andreas Von Strucker), hijos del supuestamente fallecido Baron Von Strucker, quiénes pretenden matar a Magneto. Xavier resulta mortalmente herido al defender a Magneto y en su agonía le pide que cuide a los X Men por él. Lilandra, quien mantiene un enlace psíquico con Xavier, siente que él corre un grave peligro y se encamina a la Tierra. Allí, se lleva a Xavier consigo y los Shi'Ar para curarlo con su avanzada tecnología. Xavier deja a Magneto a cargo de su escuela y de los Nuevos Mutantes, pero algunos de los X Men se niegan a perdonar a su antiguo enemigo. Los cinco X Men originales forman un equipo llamado X-Factor.
En el Imperio Shi'Ar, Xavier logra recuperarse lentamente. Incluso se recupera de su daño en la columna y recupera de nuevo su habilidad para caminar. Él decide permanecer al lado de Lilandra, llegando a fungir como su consorte, sin imaginar que en la Tierra, Magneto abandonara pronto la misión que Xavier le encomendó.

### Regreso
Xavier regresa a la Tierra luego de un largo periodo en la Galaxia Shi'Ar. Por desgracia, al regresar, es atacado por su viejo enemigo, el Rey Sombra, quién se hace del control de su hijo Legión y ataca la Isla Muir. Con ayuda de los X-Men y X-Factor, Xavier derrota al Rey Sombra. Por desgracia, un ataque del villano, vuelve a lesionar su columna vertebral y lo postra de nuevo en una silla de ruedas. Tras la batalla, Lagión cae de nuevo en un estado catatónico. Los X-Men originales renuncian a X-Factor y se reintegran con los X-Men. Los X-Men se subdividen en dos unidades: azul y oro.
Magneto regresa a su rol como villano. Xavier y los X-Men combaten a Magneto y a sus seguidores, los Acólitos en su base espacial, el Asteroide-M. En la batalla, Magneto es traicionado por el acólito Fabian Cortez. El Asteroide-M explota y aparentemente Magneto muere en el acto.
Tiempo después, Xavier será víctima de un atentado de parte del terrorista conocido como Stryfe. Xavier logra salvar su vida con la inestimable ayuda del villano Apocalipsis. Los X-Men y los otros Grupos-X logran vencer a Stryfe, pero al morir, el villano desata el Virus Legado, un germen de origen alienígena que pronto se convierte en una plaga que comienza a matar a miles de mutantes. Xavier junto con Bestia y la Dra. MacTaggert, dedicarán su tiempo completo a encontrar una cura para el temible virus. La primera víctima de la pandemia es la joven Illyana Rasputin, la hermana del x-man Coloso, quién muere en la Mansión-X.

### Batalla en Avalon y Legión
En el funeral de Illyana, Magneto reaparece y ofrece a Xavier y a los Grupos-X un refugio seguro en Avalon, su fortaleza espacial. Al calor de la discusión, Xavier expulsa a Magneto del planeta con su vasto poder psíquico. En represalia, Magneto desata un pulso electromagnético contra el planeta. Xavier y una comitiva de X-Men viajan a Avalon a enfrentar a Magneto. En la batalla, Magneto ataca cruelmente al x-man Wolverine, despojándolo del metal adamantium que cubría su esqueleto, dejándole al borde de la muerte. Furioso por el brutal ataque de Magneto, Xavier toma represalia y ataca psíquicamente a Magneto, desconectando su mente y dejándole como un vegetal. Aunque en ese momento nadie se percató, la maldad de la mente de Magneto se alojó en la psique de Xavier.
Poco después de la caída de Magneto, Xavier es contactado por los abogados de Emma Frost, quién fuera la Reina Blanca del Club Fuego Infernal. Ellos le informan que ahora que Emma estaba incapacitada, deseaba dejar parte de sus bienes en manos de Xavier, incluyendo su Academia de Massachusetts. Emma recobró su salud poco después, pero prosiguió el pacto con Xavier. Después de la derrota de los alienígenas Phalanx, que atacaron la Mansión-X, Xavier recluta a un grupo de jóvenes mutantes como sus nuevos discípulos. La Academia de Massachusetts se convierte en la nueva Escuela Xavier para Jóvenes Superdotados, y la escuela de Nueva York se convierte en el Instituto Xavier de Enseñanza Superior.
Más tarde, Legión, el hijo de Xavier, finalmente despierta de su estado catatónico. El enloquecido joven planea rescatar el sueño de su padre y culpa a Magneto de ser un gran obstáculo para sus propósitos. Con su inmenso poder, Legión viaja al pasado, en la época en que Xavier y Magneto eran jóvenes en Israel. Legión planea matar al joven Magneto, pero comete un error garrafal y por accidente mata a Xavier. Esto provoca una paradoja temporal que altera al presente y crea un presente distorsionado conocido como la Era de Apocalipsis.
Por suerte, el x-man Bishop logra sobrevivir a la paradoja (al provenir de una línea temporal distinta), y con ayuda de un equipo de X-Men alternos de este mundo distorsionado, logra viajar de nuevo al pasado y evitar que Legión mate a Xavier, salvando así al presente, que regresa a su estado original.
Bishop logra retener los recuerdos sobre la Era de Apocalipsis. Xavier logra descubrir la existencia de este mundo, pero junto con Bishop y el villano Mr. Siniestro, los únicos que saben de la existencia de este mundo, hace un pacto para guardar el secreto.
Más tarde, Xavier se enfrenta al joven mutante Nate Grey. Grey es un sobreviviente de la Era de Apocalipsis que escapó a nuestra línea temporal. Xvaier y Grey se enfrentan psíquicamente y Grey descubre que hay algo terriblemente maligno dentro de Xavier.

### Onslaught y captura por el gobierno
La x-man Jean Grey descubre que hay una entidad maligna dentro de Xavier. Esta criatura se hace llamar Onslaught, y surgió como resultado de las frustraciones y rencores de Xavier, manchados por la maldad de Magneto que Xavier absorbió en Avalon. Onslaught finalmente toma el control de Xavier. Onslaught arremete contra Juggernaut, despojándole del poder otorgado por Cyttorak. Luego intenta matar a los X-Men, que sobreviven gracias a la intervención de Bishop.
Onslaught tiene en sus objetivos a Nate Grey y al pequeño Franklin Richards (hijo de Mr. Fantastic y la Mujer Invisible de los Cuatro Fantásticos), planeando absorberlos dentro de él y así obtener un poder casi divino. Los X-Men, los Cuatro Fantásticos y los Avengers unen fuerzas para combatir a Onslaught. El villano finalmente es abatido en una feroz batalla.
Después de la derrota de Onslaught, Xavier será tomado prisionero por el gobierno de Estados Unidos para responder por los crímenes de la malvada entidad. Detrás de la captura de Xavier se encuentra el villano Bastion. Xavier es encerrado en la base Hulkbreaker, de donde finalmente escapa luego de la crisis contra los mutantes desatada por Bastion. Xavier se refugia en la vieja prisión de Alcatraz, en San Francisco, contando con la inesperada ayuda de la Hermandad de Mutantes para defenderse del ataque de androides al servicio de Bastion. Los X-Men lo rescatan y finalmente Xavier regresa a casa.
Magneto finalmente reaparece recuperado tras su enfrentamiento con Xavier. Magneto amenaza al mundo de destara un caos en los polos magnéticos de la Tierra a menos de que se le ceda la soberanía de Genosha, la isla del Océano Índico. Xavier y los X-Men enfrentan a Magneto y los Acólitos sin éxito. Genosha le es entregada a Magneto. Más tarde, Xavier y Magneto se ven forzados a trabajar juntos cuando ambos son capturados por Apocalipsis junto a otros diez mutantes en su afán por dominar al mundo.
La Dra. MacTaggert finalmente logra desarrollar una fórmula para la cura del Virus Legado. por desgracia, Moira es víctima de un atentado de parte de Mística para robarle la fórmula y muere. Por suerte, antes de morir logra enviar la fórmula psiquicamente a Bestia, quién finalmente logra desarrollar el antídoto.

### Cassandra Nova y Planeta X
Xavier decide reinaugurar el Instituto, y decenas de mutantes se matriculan en él. Por desgracia, la terrible criatura Mummudrai llamada Cassandra Nova, que acecha a Xavier desde el vientre materno, finalmente ataca. En su afán por destruir a la raza mutante, Nova manipula a un centinela, enviadolo a Genosha y masacrando a toda la población de la isla, incluyendo aparentemente al propio Magneto. Los X-Men logran capturar a Nova, quién es llevada a la Mansión-X. Nova engaña a los X-Men y se apodera del cuerpo de Xavier. En el cuerpo de Xavier, Nova revela al público que Xavier y sus alumnos son mutantes. Luego parte del Imperio Shi'Ar.
En la Galaxia Shi'Ar, Nova manipula a la Emperatriz Lilandra y la convence de enviar a su Guardia Imperial para destruir a los X-Men. En la batalla, el x-man Bestia descubre que Nova se apoderó del cuerpo de Xavier. Por fortuna Nova es derrotada al caer en una trampa ideada por Emma Frost. Xavier recupera su cuerpo. El mutante Xorn, el nuevo integrante de los X-Men, cura las heridas de Xavier y este puede caminar de nuevo.
Xavier organiza las X-Corps., una suerte de embajadas mutantes localizadas en todo el globo. Xavier y Jean Grey realizan un tour por las X-Corps. En Mumbai, India, Xavier es atacado por una misteriosa mujer. Esta resulta ser Lilandra, quién aún está traumatizada por haber sido manipulada por Cassandra Nova. Xavier y Lilandra rompen relaciones de forma definitiva.
Más tarde, el mutante Xorn traiciona a los X-Men. Xorn envía a los X-Men a misiones falsas, destruye la Mansión-X y toma como rehén a Xavier. Xavier es torturado por Xorn, quién de nuevo le deja parapléjico. Los X-Men confrontan al villano y fialmente es Jean Grey, poseída de nuevo por el poder de la Fuerza Fénix, la que finalmente acaba con el villano. Por desgracia, Jean también muere durante el combate.
Después de la crisis, Xavier decide renunciar a los X-Men, dejando a Cíclope y Emma Frost a cargo del Instituto. Xavier se instala en Genosha, en un deseo de reconstruir la isla.

### Genosha,House of Me Iluminatti
En Genosha, Xavier se encuentra con Magneto, quién logró sobrevivir al genocidio. Ambos deciden trabajar juntos en un intento por reconstruir la devastada isla. En la mansión, la Sala de Peligro, la cámara de entrenamiento de simulación de los X-Men, asume forma humanoide, se autodenomina Danger y ataca a los X-Men antes de marcharse a Genosha para asesinar a Xavier. Con la ayuda de Magneto, Xavier retiene a Danger hasta que los X-Men llegan. Danger huye, pero no sin antes revelar a Coloso que Xavier sabía de su forma humanoide y su capacidad para sentir desde su última actualización. Xavier, avergonzado, intenta explicar que cuando descubrió el suceso ya no podía hacer nada al respecto. Los X-Men, enfadados, lo abandonan en Genosha.
Wanda Maximoff, la Bruja Escarlata, pierde la razón y provoca la muerte de varios Avengers. Magneto lleva a su hija con Xavier para pedirle que use sus habilidades mentales para ayudarla. Sin embargo, Xavier no lo logra. Xavier ordena una reunión de los X-Men y los Avengers, en la cual se decidiría el destino de Wanda. Mercurio, el hermano de Wanda, creyendo que los héroes planeaban asesinarla, convence a Wanda de seguir usando sus poderes para alterar la realidad. Wanda accede y hace del mundo un lugar donde los mutantes son la mayoría, los humanos la minoría, y Magneto su líder. En esta realidad, Xavier está presumiblemente muerto.
Después de que la joven mutante Layla Miller restaura las memorias de algunos de los X-Men y Avengers, ambos equipos se encaminan a Genosha, donde descubren que Magneto ha erigido un jardín conmemorativo de la muerte de Xavier. Horrorizados, investigan el interior de la tumba y descubren que el cuerpo no se encuentra allí. Después de una batalla, la Bruja Escarlata usa sus poderes nuevamente para restaurar la realidad y causa la pérdida de poderes de un 91,4% de los mutantes, dejando la raza mutante en extinción. En esta nueva realidad, Xavier está aún desaparecido y los X-Men son incapaces de localizarlo con Cerebro.
La criatura conocida como Collective (surgida de las energías de todos los mutantes despojados por Wanda), despierta al mutante Vulcan. Xavier reaparece para combatir a Vulcan, quién evidencía ante los X-Men que Xavier ocultó su existencia y la de los otros mutantes que murieron en aquella misión para rescatar a los X-Men originales de Krakoa.
Xavier forma equipo con algunos X-Men y juntos persiguen a Vulcan, quién ha viajado al Imperio Shi'Ar. Vulcan se alía con Ave de Muerte y logran derrocar a Lilandra del trono. Vulcan se proclama nuevo emperador de los Shi'Ar. Xavier y algunos X-Men logran volver a la Tierra sin éxito en evitar el triunfo de Vulcan.
Xavier junto con Iron Man, Namor, Mr. Fantastic, Dr. Strange y Rayo Negro (el Rey de los Inhumanos), forma un equipo de sabios y supergenios conocido como los "Illuminati", que se dedicaron a explorar diversos misterios y problemas del Universo. Una de las decisiones tomadas por este equipo (al borde de la Guerra Civil entre superhéroes), fue la expulsión del increíble Hulk al espacio exterior, para evitar su interferencia en la batalla.
Pero el poderoso Hulk regresó poco después, buscando venganza contra los Iluminatti ya que, en su exilio, quedó varado en un lejano planeta donde se casó y tuvo un hijo. Y solo para perderlo todo cuando la nave en la que fue enviado al espacio, estalló al detonarse la bomba que los Iluminatti colocaron para eliminarlo.
Hulk se presentó en la Mansión X y atacó a Xavier, enfrentándose a todos los Equipos-X, venciéndolos con facilidad. Al final Hulk dejó vivir a Xavier al ver que él había ya sufrido varias dolorosas perdidas en su vida, lo cual era una venganza más que suficiente.
Xavier regresó plenamente con los X-Men poco después. Con la aparición de un nuevo bebé mutante (el primero nacido tras el caos desatado por la Bruja Escarlata), los X-Men, los Merodeadores y los Purificadores, se enfrentan por el control del niño. El x-man Bishop, quería destruir al bebé afirmando que era el aviso de una nueva era de destrucción. En la batalla final, Bishop atacó a Cable, el comisionado para defender al bebé mutante, pero accidentalmente disparó en la cabeza a Xavier. Los X-Men creyeron que Xavier había muerto y abandonaron la Mansión X.

### Rehabilitación
Xavier sobrevive al disparo de Bishop pero cae en coma. Xavier es secuestrado por Exodus. Exodus intenta curar a Xavier, pero termina recurriendo a Magneto. Magneto y Karima Shapandar pueden remover los recuerdos de Xavier y sacarlo de su coma. Exodus y Magneto terminan enfrentándose. Xavier interviene y arrastra a Exodus al Plano Astral, poniendo en juego su mente recién restaurada. Xavier derrota a Exodus después de una desgarradora batalla psiónica, y Exodus revela la razón por la que secuestró a Xavier y restauró su mente: Exodus quiere que Xavier lidere a los Acólitos y encuentre a Hope Summers, la llamada "niña mesías mutante" (ahora bajo la tutela de Cable) para adoctrinarla en su causa. Xavier se niega. La telepatía de Emma Frost retoma la lucha psíquica, y Emma informa a Cíclope que Xavier está vivo. Xavier se separa de Magneto y Karima para tratar de recuperar sus recuerdos perdidos.
Xavier descubre que Mr. Siniestro había establecido a Xavier, Sebastian Shaw, Juggernaut y Carter Ryking (Hazard) como posibles nuevos anfitriones para su mente. Xavier aparentemente cede ante Siniestro. Sin embargo, con ayuda de Sebastian Shaw y Gambito, logra escapar del control del villano.
Después de un contundente encuentro con Cíclope y Emma Frost en el Plano Astral, Xavier se alía con Wolverine, quién le pide ayuda para liberar a su hijo Daken de las garras del Club Fuego Infernal. Xavier y Wolverine localizan la mansión de Sebastian Shaw y atacan a sus secuaces. Xavier y Wolverine enfrentan a Shaw y a Miss Siniestro. Xavier interviene en la lucha entre Wolverine y Daken y finalmente ayuda al joven mutante a liberarse del control de Romulus.
Xavier es contactado por Norman Osborn. Osborn captura a Xavier y lo encierra en la vieja prisión de Alcatraz. Mística toma la apariencia de Xavier y se presenta junto a Osborn en un discurso en el que desacredita a los X-Men. Por fortuna Xavier se mantiene en contacto psíquico con Bestia y lo previene de los sucesos. Finalmente Emma Frost entra en contacto con Xavier y logra rescatarlo de su prisión.
Xavier es invitado por los X-men a vivir con ellos en el islote de Utopiá, frente a las costas de San Francisco, California. Allí forma parte del Consejo de Utopía junto con Cíclope, Tormenta, Namor, Bestia, Iceman, Wolverine y Emma Frost. Xavier intenta regresar a tierra firme para limpiar su nombre, pero después de que Osborn declarara a Utopia como un área de detención mutante, Cíclope se negó a dejarlo ir. Más tarde, Magneto llega a Utopía, aparentemente por motivos pacíficos. Xavier no lo cree y ataca a Magneto telepáticamente, haciendo que Cíclope lo obligue a retirarse.

### Muerte
La Fuerza Fénix regresa a la Tierra con la intención de apoderarse de Hope Summers. Los Avengers intentan evitar que tome él control de la niña e intentan llevársela con ellos, encontrando la oposición de los X-Men. Esto desata una guerra entre ambos grupos. En una batalla en la Luna, la Fuerza Fénix se divide en cinco piezas y se une con Cíclope, Emma Frost, Namor, Coloso y Magik (que se conocen como los Cinco Fénix). Al final, Cíclope y Frost llegan a poseer la Fuerza Fénix completa. Xavier decide enfrentar a la criatura, que ahora transformada en la versión maligna, Fénix Oscura, se ha apoderado únicamente del cuerpo de Cíclope. Por desgracia, Xavier no puede hacer nada para contener a la entidad y muere asesinado.
La tumba de Xavier es profanada y su cuerpo es robado por órdenes de Cráneo Rojo. El villano extrae el cerebro de Xavier y lo fusiona con el suyo.
Más tarde, un fragmento de la psique de Xavier logra persistir en la mente de Cráneo Rojo, impidiéndole usar todo su potencial. Tras la derrota de Cráneo Rojo, Bestia realiza una cirugía cerebral en el villano, extrayendo la parte del cerebro de Xavier que fue injertada en su cerebro sin causar ningún daño aparente.

### Resurrección
La forma astral de Xavier se encontraba encarcelada en el Plano Astral en posesión del Rey Sombra. Xavier logra convencer al villano de participar en un "juego" que atrae a los X-Men. El Rey Sombra cae en la trampa de Xavier, quién con ayuda de los X-Men logra romper las ataduras que lo unen al villano. Xavier regresa al mundo físico utilizando como vehículo el cuerpo de Fantomex, quién se ofrece como voluntario para intercambiar de lugar con Xavier en el Plano Astral. Xavier ahora se hace llamar simplemente "X".
Desde entonces, X ha dado a conocer su presencia a sus antiguos alumnos y revela su nuevo plan para todos los mutantes. Ahora vestido con un casco parecido a Cerebro, Xavier aparentemente ha abandonado su sueño de coexistencia pacífica, y ha convertido a Krakoa en un estado nación soberano para los mutantes. Luego lleva a los X-Men a plantar semillas en lugares estratégicos alrededor del mundo y a Marte, que, de la noche a la mañana, se convierten en "Hábitats" masivos parecidos a plantas. Resulta que estos "hábitats" y las plantas que los cultivan, son extensiones de Krakoa. A través del avance de la tecnología mutante combinada con las habilidades únicas de Krakoa como una isla mutante viviente, el Profesor X y los X-Men tienen embajadas en todo el mundo. También a través de esta combinación de tecnología y poder mutante, Xavier ha desarrollado tres medicamentos que podrían cambiar la vida humana: una píldora que prolonga la vida humana en cinco años, un antibiótico universal adaptable y una píldora que cura "enfermedades de la mente en humanos". A cambio de reconocer la soberanía de Krakoa, el Profesor X entregará estas drogas a la humanidad, con mutantes viviendo en paz en la isla.
Xavier y Magneto se encuentran más tarde con Mystique dentro de su santuario. Los dos líderes mutantes están muy complacidos con el éxito de la misión que le ordenaron: el robo de una misteriosa USB que contiene información confidencial robada de Damage Control. Xavier y Magneto revelan el contenido de la unidad USB a Cíclope, que se muestra como información sobre Orchis, una organización dedicada a responder a una amenaza mutante a gran escala y los planes de un Mother Mold. Creen que la creación del Mother Mold presagiará una nueva generación de Centinelas y con ella a Nimrod. Ellos le asignan a Cíclope la tarea de armar un equipo para destruir la estación Mother Mold. Aunque el equipo tiene éxito, todos mueren en el proceso.
Se revela que Xavier ha actualizado a Cerebro con la ayuda de Forge y ahora puede copiar y almacenar las mentes de los mutantes en una base de datos. Después de que los Cinco (Hope Summers, Goldballs, Elixir, Proteus y Tempus) pueden reconstruir los cuerpos de los mutantes fallecidos, Xavier puede copiar las mentes en estas conchas vacías. Por lo tanto, puede resucitar al equipo de Cíclope, agradeciéndoles por lo que hicieron. En la ONU, Xavier, Bestia y Emma Frost, celebran con otros embajadores el reconocimiento de Krakoa como nación soberana. Xavier conversa telepáticamente con Emma, revelando que él sabe que ella manipuló al embajador ruso para que se abstuviera de votar, antes de agradecerle por su servicio. Dos días después de la votación de la ONU, Xavier, Magneto y Wolverine están en Krakoa esperando junto a varios portales. Mientras Wolverine expresa sus dudas sobre el próximo evento, Xavier y Magneto le aseguran que todo estará bien. Poco después, varios mutantes villanos, incluidos Mister Siniestro, Sebastian Shaw, Exodus, Selene y Apocalipsis, llegan a través de los portales. Magneto y Xavier revelan que han invitado a todos los mutantes (incluso a aquellos que han luchado contra ellos en el pasado) a Krakoa, para formar una sociedad. Los malvados mutantes reunidos aceptan sus términos y Xavier estrecha la mano de Apocalipsis, dándole la bienvenida a él y a los demás en su hogar. Apocalipsis en particular expresa satisfacción por llegar y Krakoa responde de la misma manera.

## Poderes y habilidades
Charles Xavier es un mutante, uno de los telépatas más poderosos del Universo Marvel.
Puede leer las mentes y proyectar sus propios pensamientos dentro de un radio de 400 kilómetros (250 millas) aproximadamente, llegando a sobrepasar con creces esta marca con esfuerzo. Puede aprender instantáneamente cualquier lengua extranjera, accediendo al centro del lenguaje del cerebro de alguien nativo de esa lengua, del mismo modo, puede "enseñar" idiomas a cualquier persona inmediatamente. Xavier también enseña y entrena mentalmente a sus estudiantes mutantes, lo que lleva meses de entrenamiento y aprendizaje, Xavier lo consigue en unas horas.
Los vastos poderes psíquicos de Xavier le permiten controlar las mentes de los demás, por tanto puede influir en su percepción para que vean o no vean lo que quiera y a su vez saber qué están percibiendo, además, cumplirán cualquier orden mental que diga Xavier; puede proyectar ilusiones mentales, provocar pérdidas de memoria selectiva o "vacío mental". También puede paralizar a los demás, hacer que se duerman y realizar poderosos ataques psíquicos que infringen dolor hasta el desmayo o la muerte. El alcance de su control mental depende del número de mentes a controlar y de su proximidad física. Por lo general, no tiene problemas para controlar las mentes de todos los que le rodean en kilómetros. Sin embargo, solo puede realizar una posesión completa a la vez, y su abanico de manipulaciones mentales se reducirá dependiendo de la distancia del objetivo y su entrenamiento mental. Es uno de los pocos telépatas que puede comunicarse con animales y sentir sus percepciones. También puede aumentar o inhibir en los sentimientos y las percepciones de los demás, como la vista, el gusto, el tacto, el oído y muchos poderes mutantes (los que tienen relación con la sinapsis cerebral). Una cualidad de Xavier, gracias a su telepatía, es que está dotado con una memoria eidética, del mismo modo, puede acceder a los recuerdos de cualquier mente, con una exactitud minuciosa, aunque el acceso a recuerdos más antiguos requiere más tiempo de sesión telepática. Xavier tuvo que liberar sus poderes a su máxima potencia para enfrentarse a Ego el Planeta Viviente, con la ayuda de Cadre K al igual que con la derrota de Éxodo. El Profesor Xavier no puede "reprogramar" una mente entera para hacer que crea, piense y sienta como quiere para siempre, pues, cómo él mismo explicó, el cerebro es un organismo, que sabe de dónde ha venido y a dónde va y que, tarde o temprano, sabrá que algo va mal y actuará en defensa de esa amenaza.
Sus impresionantes poderes se ven limitados por una mente con la que ejercer, siendo completamente inútiles contra robots, androides y todo tipo de entidades mecánicas o sin mente que controlar.
Xavier puede distinguir las ondas mentales de los mutantes de los que no lo son.
El Profesor X puede proyectarse en "forma astral", el cual puede viajar, presenciar escenas y comunicarse con otros, pero no largas distancias, la forma astral de los telépatas necesita de un cuerpo cerca. También en forma astral puede acceder a una dimensión llamado "el plano astral", ahí, Xavier puede enfrentarse a otros telépatas, el dominio de esta nueva dimensión dependerá del poder y la destreza del telépata, Xavier puede controlar la realidad de dicha dimensión, pudiendo invocar armas y armaduras poderosas o hacer que el medio actúe en su favor durante la batalla.
El escritor Ed Brubaker afirmó que, después de la desaparición de los poderes mutantes a causa de la Bruja Escarlata, y su posterior aparición por el Cristal M'Kraan, los poderes psíquicos de Xavier se han vuelto mucho más poderosos de los que eran antes, sin embargo, el nuevo alcance y nivel de sus poderes aún es desconocida.
Charles Xavier es un genio con varios doctorados en genética, biofísica y psicología, es un genetista de reconocimiento mundial y posee vastos conocimientos en ciencias de la vida. También es un inventor habilidoso que ha creado varios artilugios para aumentar sus poderes psíquicos en general, el más famoso de ellos es Cerebro, posteriormente Cerebra, una máquina capaz de aumentar sus poderes a escala mundial y que utiliza, principalmente, para comunicarse con sus aliados o para buscar personas y nuevos mutantes.
Durante sus viajes por Asia, Charles Xavier aprendió artes marciales, adquiriendo habilidades de combate comparables con Magneto. Sus habilidades de combate aumentan gracias a su telepatía, conociendo el pensamiento de su contrincante, Xavier es un peligroso combatiente cuerpo a cuerpo.
Xavier es el guardián de la Gema de la Mente, una de las Gemas del infinito. Esta gema le permite aumentar de manera increíble sus poderes, permitiendo entrar no sólo en las mentes sino también en los sueños de los demás, además, puede acceder a cualquier mente viviente de toda la existencia, incluso conectarse con ellas simultáneamente. Como otros miembros de los Illuminati, Xavier ha jurado mantener la gema oculta y a salvo, ser su guardián, no revelar a nadie su existencia y ubicación (ni siquiera a los demás Illuminati) y a no usarla jamás.

## El Sueño de Xavier
El Sueño de Xavier es la filosofía creada y defendida por Charles Xavier, en la que postula la coexistencia pacífica entre humanos (Homo sapiens) y Mutantes (Homo superior). Esta filosofía de vida es seguida y defendida por los discípulos de Xavier, los X-Men.
El carácter de Xavier ha sido comparado con Martin Luther King durante el Movimiento por los derechos civiles en Estados Unidos.
Sus principales opositores son:
Mutantes:
- Magneto.
- La Hermandad de mutantes
- Los Acólitos, que proponen la resistencia ante la opresión humana.
- Apocalipsis, que promueve la supervivencia del más fuerte, aun a costa de la extinción del más débil.

Humanos:
- Los "Amigos de la Humanidad" y otras organizaciones derechistas anti-mutantes.
- Juggernaut (Juggernaut es el hermanastro de Charles sin poderes mutantes. Los poderes que posee los consiguió por magia a través de la Gema del Cyttorak.)
- Nicolás Lera (El Viure)

Se puede destacar que en la serie La Era de Apocalipsis, ambientada en un presente alternativo, Xavier fue asesinado muchos años antes pero el "Sueño de Xavier" es llevado adelante de todas formas por el líder de los X-Men de esta realidad: Magneto

## Personajes relacionados
- Los X-Men: Mutantes que comparten el Sueño de Xavier y trabajan junto a él.

- Magneto: Antiguo amigo suyo, pero principal opositor al Sueño de Xavier

- Lilandra: Emperatriz del Imperio Shi'Ar, con la cual tuvo una relación amorosa.

- Onslaught: Monstruosa criatura formada a partir de su poder, que sólo pudo ser vencida mediante el sacrificio de los mayores héroes no mutantes de la tierra.

- En especial Jean Grey debido a que es una de sus primeras alumnas y posee la capacidad de telepatía, lo cual los lleva a relacionarse mucho más que con otros estudiantes.

- Cassandra Nova: Supuesta "gémela" psíquica de Xavier, que en realidad resultó ser un parásito alienígena conocido como "Mummudrai". Cassandra realizó actos con severas consecuencias, como revelar al mundo que Xavier era un mutante, y sobre todo, la trágica masacre de mutantes en Genosha.

- Legión/David Haller: Hijo del profesor y Gabrielle Haller, creado por el escritor Chris Claremont y el dibujante Bill Sienkiewicz, y su primera aparición fue en New Mutants #25 (marzo de 1985). Afectado por una grave enfermedad mental, múltiple personalidad y autismo.

## Otras versiones

### Amalgam Comics
Xavier se fusiona con el Detective Marciano de DC Comics para conformar a Mr. X.

## En otros medios

### Televisión
Charles Xavier es un personaje clave de los X-Men y su presencia es casi constante en todo lo relacionado con los mismos. Ha aparecido en las siguientes series animadas:
- El Profesor X hizo su primera aparición animada en el episodio del segmento The Sub-Mariner de la serie de 1966 The Marvel Super Heroes con la agrupación original de los X-Men (Ángel, Bestia, Cíclope, Iceman y Jean Grey). En esta serie, él y los X-Men no son conocidos como tal, sino como los Aliados por la Paz.

- Xavier hizo apariciones especiales en la serie animada Spider-Man and His Amazing Friends con la voz de Stan Jones.

- El Profesor Xavier apareció con la voz de John Stephenson en X-Men: Pryde of the X-Men, el episodio piloto de una serie animada de los X-Men que finalmente no fue producida.

- Xavier apareció en la serie animada X-Men que se transmitió desde 1992 por Fox Kids.

- Cedric Smith interpretó la voz del personaje en dos episodios de Spider-Man con los X-Men. Spider-Man trata de obtener ayuda del Profesor X para descubrir en qué está mutando pero desafortunadamente él no tiene la capacidad de saberlo y no puede ayudarlo.

- Charles Xavier apareció como un miembro regular en la serie animada X-Men: Evolution de Kids' WB. En la versión en inglés, su voz es interpretada por David Kaye quien también es la voz de Apocalipsis. A diferencia de la serie anterior de 1992, Xavier usa una silla de ruedas convencional teniendo un parecido más aproximado a su contraparte cinematográfica. En los últimos episodios de la serie, Apocalipsis usa su tecnología alienígena para tomar el control de Xavier y convertirlo en uno de sus cuatro jinetes junto con Magneto, Tormenta y Mystique. Como un efecto secundario involuntario de la tecnología, la conciencia de Xavier pudo vislumbrar el futuro y ver los cambios, buenos y malos, que vendrían.

- El Profesor X apareció en Wolverine and the X-Men con la voz de Jim Ward. Un ataque inesperado contra los X-Men hace que el Profesor X y Jean Grey desaparezcan. Emma Frost lo encuentra en coma en Genosha bajo el cuidado de Magneto, quien lo encontró allí. Después de despertarse de su estado de coma, el Profesor X revela que estaba en el futuro, en el que gran parte del mundo está devastado por los Centinelas, y le dice a los X-Men que no renuncien a defender la raza mutante. Durante su tiempo en el futuro, el Profesor X utiliza la tecnología del momento para recuperar la capacidad de caminar y reúne un equipo contemporáneo de X-Men. Durante una confrontación final con Master Mold. El Profesor X es rescatado por Wolverine de ese tiempo y cuatro clones de X-23. Sus esfuerzos resultan en una línea de tiempo en la cual la Tierra está gobernada por Apocalipsis.

- El Profesor Xavier aparece en la caricatura animada The Super Hero Squad Show, episodio "Mysterious Mayhem at Mutant Academy", con la voz de Jim Ward.

- El Profesor Charles Xavier fue un personaje regular en la serie de 2011 X-Men (anime) con la voz de Katsunosuke Hori en el doblaje japonés y de Cam Clarke en el doblaje en inglés.

- El Profesor X aparece en el episodio "The X-Factor" de Iron Man: Armored Adventures, con la voz interpretada por Ron Halder (quien también dio voz a Magneto en ese episodio). Al final del episodio, se acerca a Jean Grey para invitarla a unirse a su escuela especial y le revela que él también es un mutante. Aunque su nombre es dado, la cara de Xavier no se llega a ver realmente.

También Harry Lloyd interpreta a un joven Charles Xavier en la serie de televisión Legion, tercera temporada.

### Cine
El Profesor X ha aparecido en once películas de X-Men con actores reales producidas desde 2000 hasta 2019. Es interpretado por Patrick Stewart en X-Men, X-Men 2, X-Men 3, X-Men Origins: Wolverine, The Wolverine, Logan y Doctor Strange en el multiverso de la locura. James McAvoy interpreta la versión juvenil del Profesor X en X-Men: primera generación, X-Men: Apocalipsis y Dark Phoenix, McAvoy también hizo un cameo de solo unos segundos en Deadpool 2. Ambos actores lo interpretaron en el pasado y el futuro en la película X-Men: días del futuro pasado.

#### X-Men
Xavier se presentó por primera vez en X-Men (2000), interpretado por Patrick Stewart, cuando envía a Tormenta y Cíclope para rescatar a Wolverine y Rogue de Sabretooth. Xavier cree que el ataque fue ordenado por Magneto y que Wolverine era el objetivo. Le da a Wolverine y Rogue un hogar en el instituto y promete ayudar a Wolverine a recordar su pasado si él le permite tomarse 48 horas para descubrir por qué Magneto lo busca. Xavier es capaz de controlar mentalmente a Sabretooth y Toad al mismo tiempo y hablar a través de ellos, para tratar de disuadir a Magneto de llevarse a Rogue dispuesto a concretar sus planes contra los humanos. Más tarde, Xavier usa a Cerebro en un intento de localizar a Rogue al no poder evitar que la secuestren, pero el dispositivo está envenenado (porque Mystique lo había saboteado). Cuando todo sale bien al final de la película, él se recupera y aconseja a Wolverine que busque respuestas a su pasado en el Lago Alkali.

#### X-Men 2
En X-Men 2 (2003), Patrick Stewart repite su papel. El mutante Nightcrawler atacó al Presidente de los Estados Unidos. Al enterarse de la noticia, Xavier envía a Tormenta y Jean a traer al mutante para interrogarlo. Él y Scott visitan a Magneto en la cárcel, porque sospechan que tiene algo que ver con el ataque en la Casa Blanca y dejan la escuela a cargo de Wolverine. Xavier descubre que William Stryker le lavó el cerebro a Magneto y lo obligó a decirle todo sobre el instituto y el dispositivo Cerebro. Xavier se da cuenta demasiado tarde de que le tendieron una trampa y es capturado en la celda de Magneto. Más tarde se despierta en la instalación de pruebas subterráneas de Stryker ubicada en la presa del Lago Alkali, atado a una silla y con un dispositivo en la cabeza que inhibe sus poderes mentales. Él se queda en una habitación con Jason Stryker conocido como el experimento número 143 quien es hijo de William y un poderoso ilusionista el cual iba a la escuela de Xavier en el pasado. Ahora que fue lobotomizado por su padre, Jason atrapa a Xavier en varias ilusiones hasta que finalmente lo mantiene en una donde Xavier está de vuelta en el instituto (que está vacío) y Jason se hace ver como una pobre y pequeña niña asustada. Para consolar a la "niña" y encontrar a sus alumnos, Xavier se dirige a usar a Cerebro sin darse cuenta de que en realidad es una copia que Stryker construyó en su propia instalación. Los X-Men descubren que Xavier fue capturado para alimentar esa copia de Cerebro con sus poderes ya que cuando Xavier amplía sus poderes con Cerebro, puede localizar a cualquier mutante en el mundo. Si se concentra lo suficiente, él puede matar a todos los mutantes o humanos y posiblemente a todos alrededor del mundo. Engañado bajo la ilusión de Jason, Xavier se concentra en todos los mutantes del mundo y estuvo a punto de matarlos. Pero luego se concentra en todos los humanos del mundo después de que Magneto, inmune al poder de la máquina gracias a su casco, entra en la habitación donde está la réplica de Cerebro y hace que Mystique engañe a Jason haciéndose pasar por su padre. Nightcrawler y Tormenta rescatan a Xavier de la ilusión y todos vuelan a Washington, para advertir al presidente contra la posibilidad de una guerra entre los mutantes y humanos.

#### X-Men: The Last Stand
Patrick Stewart retoma su papel en X-Men 3 (2006). Al comenzar la película se muestra una escena del pasado en donde Xavier y Magneto van a la casa de la joven Jean Grey para convertirla en alumna del Instituto X. Se le da una apariencia más juvenil a Stewart con tecnología digital.
En el presente, Xavier expresa preocupación por la tristeza de Scott debido a la muerte de Jean y le dice a Tormenta que si algo le sucede, ella lo reemplazaría como directora de la escuela. Cuando descubren que Jean está viva, Xavier la seda y le dice a Wolverine que había mantenido sus poderes bajo control con barreras mentales desde que era una niña, lo que la lleva a desarrollar una segunda personalidad malévola conocida como "El Fénix". Cuando Jean despierta como El Fénix y escapa, Xavier la sigue hasta su antigua casa e intenta convencerla de que regrese. Para evitar una pelea fuera de la casa, Xavier deja que Magneto lo acompañe. Xavier trata de convencer a Jean para que vuelva a la mansión, pero Magneto influye a la inestable Jean para que se vuelva en contra del profesor. Esto hace que Xavier entre en pánico y hable con Jean de una manera menos calmada, ahora le dice rotundamente que ella es un peligro para todos, incluida ella misma. Utiliza el hecho de que Jean mató a Scott Summers para tratar de hacer que vuelva en sí misma, pero tiene el efecto exactamente opuesto al que estaba esperando, enfureciendo aún más al Fénix en lugar de hacerla dar cuenta de su peligroso potencial. Después de muchas discusiones, El Fénix muestra sus grandes poderes mientras intenta evitar que Xavier reestablezca los bloqueos psíquicos para encerrarla nuevamente. Enfurecida tanto por la intromisión de Xavier en su cabeza como por Magneto (quien le dice que Xavier desea contenerla y "darle la cura"), ella usa su poder para levantar su casa en el aire primero y luego convierte en polvo a Xavier. Su muerte causa un gran impacto en los residentes del instituto y la escuela por poco cierra pero Tormenta decide honrar los deseos de Xavier y actuar como su directora después de la llegada de Warren.
En una escena posterior a los créditos, Xavier habla con Moira MacTaggert a través del cuerpo de un hombre en coma, lo que implica que su conciencia sobrevivió al transferirse al cuerpo del paciente que es idéntico a él, algo de lo que Xavier había estado hablando al principio de la película como parte de una clase de ética, planteando la pregunta de si sería éticamente correcto que alguien como él realizara tal transferencia, señalando que el hombre en cuestión prácticamente tenía muerte cerebral.
En los cometarios del DVD mencionan que el cuerpo del paciente sin funciones cerebrales en la Isla Muir es de "P. Xavier". Uno de los escritores señaló que este es un hermano gemelo escrito exclusivamente para esa escena el cual nació con muerte cerebral (debido al enorme poder del Profesor X). Este hermano aparentemente puede caminar pero se argumenta que está con movimientos restringidos porque estuvo en coma por un largo tiempo y con muerte cerebral desde su nacimiento. Esta escena no estaba en el guion, sin embargo se agregó secretamente durante el rodaje. Adicionalmente, no hay nada en la película que sugiera que Juggernaut esté relacionado con Xavier como en los cómics, aparte de tal vez tener la misma nacionalidad británica.

#### X-Men Origins: Wolverine
El Profesor X aparece por unos momentos al final de X-Men Origins: Wolverine (2009), interpretado nuevamente por Patrick Stewart. Después de que Wolverine libera de sus celdas a un grupo de jóvenes mutantes atrapados en el laboratorio de William Stryker incluyendo a Cíclope, ellos intentan escapar pero se pierden en las instalaciones. Cíclope de repente escucha la voz de alguien en su cabeza que lo guía hacia la salida junto con los otros mutantes. Afuera son recibidos por el Profesor X, quien habla telepáticamente con Cíclope. El profesor luego lleva a todos a su helicóptero, al parecer a su escuela mutante. Al igual que en el comienzo de X-Men: The Last Stand, la cara de Patrick Stewart fue retocada digitalmente para lucir más joven, además el Profesor Charles Xavier puede caminar y no usa una silla de ruedas.

#### X-Men: primera generación
James McAvoy interpreta al joven Charles Xavier / Profesor X en X-Men: primera generación de 2011, Laurence Belcher interpretó al personaje cuando era pequeño. Él sirve como uno de los dos protagonistas de la película junto con Erik Lensherr / Magneto. De niño, se hace amigo de Raven / Mystique y la adopta como su hermana. Obtiene su doctorado después de investigar sobre la mutación genética en Oxford, lo cual atrae la atención de la agente de la CIA, Moira MacTaggert. La Agencia Central de Inteligencia le brinda acceso a Cerebro, que usa para localizar y reclutar otros mutantes para el gobierno. Por la misma época conoce a Erik Lensherr después de salvarlo de morir ahogado en un intento fallido de matar a Sebastian Shaw. Charles y Erik se hacen amigos y juntos localizan mutantes para la CIA. Una vez que el equipo está unido, Shaw y el Club Hellfire atacan las instalaciones de la CIA con facilidad, matan a todo el personal humano, también a uno de los reclutas de Charles y convencen a Angel de desertar. Charles se retira con los sobrevivientes a su mansión en Westchester, Nueva York, para entrenarlos como un equipo independiente de operativos con el objetivo de evitar una guerra nuclear entre los EE. UU. y la URSS como resultado de la crisis de los misiles en Cuba. Derrotan la amenaza, pero Charles no puede convencer a Erik de evitar vengarse de Shaw quien estaba paralizado por el propio Charles. Magneto trata de redirigir una serie de misiles hacia los barcos que los dispararon después de que los gobiernos deciden intentar eliminar la "amenaza" mutante a pesar de las protestas de Xavier de que la mayoría de los hombres en esos barcos ni siquiera saben porqué les piden que disparen en la playa. En la confrontación final de la película, se revela que MacTaggert causa la parálisis de Charles cuando dispara contra Magneto, quien desvía una de las balas en la espina dorsal de su amigo. Después de esto, Xavier y Magneto se separan, Xavier le informa a su viejo amigo que no comparten el mismo sueño y rompe completamente sus lazos con el gobierno de los Estados Unidos, cambiando el nombre de su equipo de "G-Men" a "X-Men" y convierte su hogar en una escuela para niños mutantes. Para hacer eso, borra la memoria de MacTaggert garantizando que no pueda informar a sus superiores sobre la existencia de la escuela.
Esta película generó varios errores de continuidad en la línea de tiempo de la saga X-Men: en escenas de dos películas lanzadas años antes; X-Men Origins: Wolverine (2009) y X-Men: The Last Stand (2006) que tienen lugar al menos 20 años después. En la película de 2009, el Profesor X, siendo un anciano, se baja caminando de un helicóptero para rescatar a los mutantes que escaparon de La Isla, y en la película del 2006 se dirige caminando hasta la casa de la pequeña Jean Grey para reclutarla cuando en el final de X-Men: primera generación el Profesor Xavier había perdido la movilidad en las piernas desde muy joven. Otro error es que en la primera película del 2000, el profesor dijo que cuando tenía 17 años de edad, conoció a Magneto pero en esta película lo conoce de adulto, también dijo que sus primeros estudiantes fueron Cíclope, Tormenta y Jean, algo muy distinto a lo que sucede en esta película ya que sus primeros estudiantes fueron Mystique, Magneto, Hank y los mutantes que reclutó para la CIA. Estas fueron algunas de las razones que llevó a la compañía 20th Century Fox a intentar comenzar de nuevo la historia de la saga con la película X-Men: días del futuro pasado donde Wolverine hace un viaje mental en el tiempo para cambiar los acontecimientos del pasado desde 1973 con el fin de prevenir un futuro apocalíptico.

#### The Wolverine
Stewart aparece en un cameo como Xavier en la escena posterior a los créditos finales en The Wolverine (2013), donde está junto con Magneto para advertir a Wolverine de una crisis inminente. Sorprendido, Wolverine pregunta cómo es que todavía sigue vivo: Charles simplemente le recuerda a Logan que una vez dijo que él no es el único que tiene dones. Adicionalmente aparece una fotografía de Wolverine con Xavier en el álbum de Yashida.

#### X-Men: días del futuro pasado
James McAvoy regresa para interpretar la versión juvenil de Charles Xavier / Profesor X y Patrick Stewart retoma su papel como la versión veterana del personaje en X-Men: días del futuro pasado estrenada el 23 de mayo de 2014. En las escenas establecidas en el pasado de 1973, el joven Xavier tiene un aspecto desarreglado y amargo, ha abandonado su sueño de coexistencia pacífica entre los humanos y mutantes después del fracaso de su escuela, y como resultado lleva una vida solitaria. A pesar de haber quedado inválido por culpa de Magneto en X-Men: primera generación, ahora puede caminar otra vez debido al suero de Hank McCoy el cual anula su telepatía y a cambio le devuelve la movilidad en las piernas. Además, Xavier vive bajo el cuidado de McCoy, descortés con las personas, habla de manera grosera. Por momentos se pone agresivo y sucumbe al alcoholismo como un mecanismo de defensa contra la depresión por su fracaso.
En el futuro de 2023, los Centinelas han destruido a la raza mutante y predominan en la Tierra, obligando a los X-Men a buscar un nuevo método para combatir la amenaza. Cuando Kitty Pryde desarrolla el poder de enviar la mente de un individuo atrás en el tiempo hasta su cuerpo del pasado, el veterano Xavier le propone que lo envíe hasta su cuerpo de 1973 para que pueda evitar que Raven / Mystique mate a Bolivar Trask quien propuso el desarrollo del programa Centinela, porque dice que la muerte de Trask fue la principal causa que impulsó la producción en masa de los Centinelas como consecuencia en aquel tiempo. Sin embargo Kitty le explica que viajar décadas en el pasado sería demasiado traumático psicológicamente incluso para que Xavier lo sobreviviera, entonces Wolverine se ofrece como voluntario para viajar al pasado, ya que su factor curativo le permitiría recuperarse del daño cerebral infligido.
Wolverine llega a 1973 para buscar la ayuda del Profesor X, el Xavier del pasado es convencido por su yo del futuro para luchar nuevamente por lograr su objetivo. Cuando el efecto del suero que suprime sus poderes telepáticos desaparece, Xavier estaba por inyectarse otra dosis pero acepta la petición de Wolverine y lee su mente, permitiendo al joven Xavier no solo ver los recuerdos del pasado de Logan sino también viajar mediante proyección astral hasta el cuerpo de Logan en el futuro y comunicarse brevemente con el veterano Xavier, la mente de Logan proyectada desde el futuro actúa como un "puente" telepático entre el pasado y el futuro. El viejo Xavier convence a su yo más joven de mantener su fe en que la humanidad puede superar sus errores en lugar de juzgarla cuando tropieza a pesar del futuro en el que vive, y le aconseja a su versión joven que puede superar el miedo al dolor emocional que está obstaculizando sus poderes aceptando el dolor de los demás con la esperanza de un futuro mejor. El viejo Xavier también le permite a su joven contraparte ver sus recuerdos del pasado y los cambios que él había logrado además de los estudiantes que su joven yo tendría.
Una vez que eliminó las dudas sobre sí mismo después de este encuentro y consciente del peligro de la crisis inminente, Charles deja de usar el suero para recuperar su telepatía, decidido a impedir el futuro distópico y evitar que Raven condene a todos. Aunque Magneto casi desencadena una matanza masiva cuando toma el control de los Centinelas durante la demostración en Washington D. C. Raven le dispara con una pistola de plástico y lo golpea dejándolo inconsciente, luego se dispone a matar a Trask pero Xavier la convence de no matarlo porque los mutantes quedarán como el enemigo ante los ojos del mundo. Como resultado de haber impedido el homicidio de Trask en la década de los 70 y gracias al conocimiento que Xavier ha obtenido tanto por parte de Wolverine como de su futuro yo, él cambió los eventos de los próximos 50 años; todos los X-Men (incluyendo Cíclope y Jean Grey, que habían muerto en X-Men: The Last Stand) reviven cuando se altera el futuro. Además, él y Logan son los únicos que saben lo que han hecho para alterar el futuro.
En varias escenas de esta película Charles Xavier crea la ilusión de que está parado, pero en realidad el personaje solo está presente por proyección telepática, algo que puede hacer a corta distancia. Para proyectar su imagen de pie en la mente de sujetos que están a kilómetros de distancia necesita usar a Cerebro. Esto podría interpretarse como una posible explicación al final de X-Men: primera generación donde Xavier queda inválido desde muy joven a pesar de que en las películas de 2006 y 2009 ambientadas años después, se lo ve caminando de nuevo. Los fanáticos a menudo argumentan que el suero que toma el Profesor Xavier, es la respuesta a la incógnita de que continúe caminando después de haber quedado inválido en la película de 2011, pero esa explicación es improbable ya que el suero le permitía caminar y anulaba sus poderes telepáticos, sin embargo en las escenas de las películas anteriores, Charles Xavier puede caminar varios años después y también puede usar su telepatía.

#### Deadpool
El Profesor X no aparece en Deadpool (febrero de 2016), pero el protagonista lo menciona varias veces. En un momento Piotr Rasputin / Colossus intenta llevar a Wade Wilson / Deadpool con el profesor y Deadpool pregunta si es "McAvoy o Stewart", burlándose de lo convulsionada que es la línea de tiempo en el universo de las películas de X-Men. Deadpool se escapa y nunca se encuentra con el profesor.

#### X-Men: Apocalipsis
James McAvoy repitió su papel como Xavier en X-Men: Apocalipsis (mayo de 2016). El actor declaró en una entrevista con The Huffington Post que será más viejo y perderá su cabello en este film. Durante la película, se afirma que Xavier cree que los humanos y los mutantes ahora han logrado la paz, lo que lo llevó a reabrir el instituto como una escuela más convencional, con la intención de enseñar tanto a humanos como mutantes, aunque Hank y Raven se preparan cada uno para enfrentar un conflicto futuro, estando listos para lo peor, incluso si Hank quiere esperar. Xavier también comenzó a enseñar a la joven Jean Grey, ayudándola a desarrollar un control más gradual de sus poderes sin establecerle bloqueos telepáticos como en la trilogía original. En la historia se puede ver que el Profesor X también conoció a Scott Summers por primera vez cuando su hermano mayor Havok lo trajo al Instituto X luego de que sus poderes surgieran debido a una discusión con un matón en la escuela, y no cuando Xavier rescató a los mutantes de las instalaciones de Stryker en X-Men Origins: Wolverine ya que los sucesos que provocaron el secuestro de mutantes para los experimentos de Stryker fueron borrados después de que Wolverine viajó al pasado en la película anterior de los X-Men. Cuando Xavier escucha que Eric ha desaparecido y se entera de los rumores de un antiguo mutante, usa a Cerebro y hace contacto con el nuevo enemigo Apocalipsis quien manipula la mente de Xavier de forma remota y lo obliga a controlar el cerebro de las fuerzas militares de todos los gobiernos en el mundo para que lancen sus misiles nucleares al espacio sin causar ningún daño, luego se teletransporta a la mansión y rapta al Profesor X. Aunque Apocalipsis obliga a Xavier a transmitir un mensaje telepático a la raza humana amplificando su telepatía con sus poderes, para proclamar sus intenciones de poner en marcha un plan de conquista contra el mundo, Xavier aprovecha la oportunidad para transmitir un mensaje privado a Jean dándole su ubicación, y concluye el mensaje diciéndoles a aquellos con grandes poderes que protejan a aquellos que no tienen poderes.
Apocalipsis intenta usar su máquina para transferir su cerebro y su alma al cuerpo de Xavier, y así obtener los poderes telepáticos de Xavier, pero aunque la estela de energía azul hace que a Xavier se le caiga el pelo mientras trata de resistirse a la transferencia, finalmente es rescatado por Nightcrawler antes de que el proceso pueda completarse. Durante el conflicto posterior, Xavier usa el vínculo telepático existente entre él y Apocalipsis para atacarlo dentro de su cabeza mientras que los otros X-Men lo confrontan físicamente en el mundo real, aunque al final solo es una distracción hasta que Jean pueda soltar completamente el poder del Fénix. Al final de la película, Xavier se queda pelado y usa su ropa habitual mientras se sienta afuera de la Sala Peligro, viendo a los nuevos X-Men prepararse para entrenar bajo las órdenes de Raven como la nueva líder del equipo.

#### Logan
Patrick Stewart repitió su papel en Logan (2017), donde la historia de la película transcurre en el futuro del año 2029, unos pocos años después del futuro pacífico en el que despertó Wolverine al final de X-Men: días del futuro pasado. El viaje mental al pasado que Wolverine hizo para salvar a todos los X-Men con la ayuda del joven Xavier y evitar el surgimiento de los Centinelas no salvó a sus amigos sino que generó un nuevo futuro catastrófico donde el Proyecto Transigen diseña un virus. La mayoría de los X-Men fueron asesinados inesperadamente por el propio Charles Xavier en un ataque telepático inducido por convulsiones un año antes, y la población de mutantes está disminuyendo debido al virus de Transigen. El Profesor X tiene 90 años y padece la enfermedad de Alzheimer, lo que le hace perder el control de sus habilidades telepáticas debido a las convulsiones. Logan / Wolverine y Caliban actúan como los protectores y cuidadores de Xavier. Charles siente la presencia de una mutante en Texas llamada Laura que tiene mucho en común con Logan, y los dos deciden ayudarla a mantenerse a salvo de Donald Pierce y los Reavers que intentan capturarla. Conducen hacia Dakota del Norte mientras la cuidadora anterior de Laura les informaba que un refugio seguro para mutantes se encontraba cerca. Se refugian en un hotel en Oklahoma City. Sin embargo, cuando los Reavers los alcanzan y entran a su habitación del hotel, Charles tiene otra convulsión, lo que provoca que congele telepáticamente a todos en el área hasta que Logan le administre un supresor. Al trío finalmente le da cobijo una familia de agricultores, los Munsons, después de que Charles secretamente los ayuda a reunir sus caballos durante un incidente en la carretera. Cuando los Munsons les ofrecen comida y un lugar para pasar la noche, Charles le dice a Logan la importancia de la vida y la familia antes de irse a dormir. Más tarde esa noche, mientras Logan está ausente, Charles se da cuenta de la verdad sobre lo que le hizo a los X-Men y confiesa su culpa a un hombre que él cree que es Logan, pero se revela que es X-24, un clon perfecto de Logan, quien lo apuñala hiriéndolo de muerte y mata a los Munsons. Logan intenta desesperadamente salvar a Charles, pero fue en vano, y sus últimas palabras fueron el nombre del yate que iban a comprar: "The Sunseeker". Logan finalmente logra escapar con Laura y el cadáver de Charles, y más tarde lo enterró llorando cerca de un lago aislado.
Stewart inicialmente declaró que Logan sería su actuación final como el personaje, aunque más tarde se retractó expresando su interés en repetir su papel para la serie Legion de FX.

#### Deadpool 2
En un breve cameo, McAvoy repite su papel como la versión joven de Xavier en la película Deadpool 2 estrenada en 2018. Después de que Deadpool regresa a la Mansión X, él pregunta en voz alta y comenta a Coloso dónde están los otros mutantes, ya que siempre lo ve a él o a Negasonic Teenage Warhead en la mansión. Xavier, Beast y otros X-Men se muestran brevemente detrás de una puerta corrediza de madera, que se cierra silenciosamente en un intento de esconderse de Deadpool.

#### Dark Phoenix
McAvoy vuelve a interpretar su papel del joven Xavier por última vez en Dark Phoenix de 2019. Cuando comienza la película, ambientada a principios de la década de 1990, los X-Men disfrutan de un período de aceptación como héroes públicos, hasta el punto de que el presidente los llama para que los ayuden a lidiar con un accidente del transbordador, aunque Raven expresa su preocupación de que Xavier priorice su estado actual de celebridad en vez de su objetivo original de la coexistencia humana / mutante. La situación se vuelve peligrosa cuando Jean absorbe una misteriosa fulguración solar que casi destruyó el transbordador, elevando sus poderes ya formidables y comprometiendo su estado mental, lo que lleva a Jean a descubrir que su padre está vivo; Xavier le había dicho previamente a Jean que sus padres habían muerto en un accidente automovilístico que Jean causó inadvertidamente cuando sus poderes se activaron, aunque solo después de que su padre rechazó la oferta de seguir siendo parte de su vida. La enloquecida Jean destruye la casa de su padre y mata accidentalmente a Raven, lo que lleva a Hank a enojarse con Xavier para unirse a Magneto en busca de venganza por la muerte de Raven. Cuando una raza alienígena se enfrenta a Jean con el objetivo de drenar su nuevo poder para permitirles terraformar la Tierra en su nuevo mundo natal, los X-Men vuelven a unirse para proteger a Jean, ayudándola a lograr una nueva sensación de estabilidad mental antes de que ella salga de la Tierra. La película termina con Hank asumiendo el cargo de director de la escuela mientras Xavier decide 'retirarse' por un tiempo, una escena final que lo muestra jugando al ajedrez con Magneto en París mientras piensan en su nuevo futuro.

#### Doctor Strange en el Multiverso de la Locura
Stewart vuelve a interpretar su papel de Xavier en la película del MCU, Doctor Strange en el Multiverso de la Locura de 2022. Esta versión del personaje es miembro del consejo Illuminati en la Tierra-838 junto con sus asociados Peggy Carter/Capitana Carter, María Rambeau/Capitana Marvel, Karl Mordo/Hechicero Supremo, Blackagar Boltagon/Black Bolt y Reed Richards/Míster Fantástico. Xavier está presente en el juicio del desplazado Stephen Strange de la Tierra-616, a quien le revela que el Strange de su realidad había usado imprudentemente el Darkhold para derrotar a Thanos durante su invasión de su mundo, lo que resultó en su ejecución voluntaria por parte de Black Bolt y su reemplazo como miembro del consejo por Mordo. Como tal, él y el resto de los Illuminati están inicialmente en un acuerdo formal sobre la posibilidad de que Strange sea una amenaza para el multiverso en cualquier realidad. Sin embargo, cuando el resto de los Illuminati se disuelven para derrotar a la corrupta Wanda Maximoff/Bruja Escarlata, Xavier anima a Stephen a localizar el Libro de los Vishanti, encerrado en un punto de referencia construido por Strange-838, para usarlo contra Wanda. Mientras Bruja Escarlata intenta capturar al cómplice de Strange, América Chávez y extraer sus habilidades de atravesar multiversos, Xavier intenta vincular telepáticamente su subconsciente con la esperanza de liberar a Maximoff de la posesión de Darkhold. Sin embargo, Bruja Escarlata lo mata instantáneamente.

### Videojuegos
- Aparece en el juego X-Men: Mutant Academy para Sony PlayStation, ayudando al jugador en el Modo Academia.
- Aparece en el juego X-Men: Mutant Academy 2 para Sony PlayStation, como un personaje jugable desbloqueable.
- Xavier también es un personaje jugable en el juego X-Men Legends y su secuela X-Men Legends II: Rise of Apocalypse (en el primer juego, se puede jugar en un nivel y cuando se completan todos los discos de la sala de peligro; en el segundo, se puede jugar una vez que se completan todas las misiones de Danger Room. También aparece como un NPC principal en ambos juegos). Patrick Stewart da voz a Xavier en ambos juegos de Legends. Cuando es jugable, se le ve sin su silla de ruedas.
- El Profesor X aparece como un NPC en el juego Marvel: Ultimate Alliance con la voz de Tom Kane. Ayuda a los héroes usando a Cerebro para localizar a Nightcrawler y Jean Grey. Está entre los héroes que son derrotados por el Doctor Doom y se ven en el suelo junto a Magneto con su silla de ruedas demolida. También en el juego, si el jugador elige salvar a Jean Grey de caer en el Infinity Vortex, Mystique vengará a Nightcrawler infiltrándose en la Mansión X por la noche para descargar su frustración sobre el Profesor X, donde morirá en coma meses después y su muerte hará que los X-Men se disuelvan para siempre (Cyclops, Wolverine y, sorprendentemente, Nightcrawler, se encuentran entre los X-Men vistos rodeando su tumba). El Profesor X tiene un diálogo especial con Iceman, Wolverine, Tormenta y Magneto.
- El Profesor X apareció como un personaje jugable en Lego Marvel Super Heroes, con la voz de James Arnold Taylor.[88] Wolverine le lleva el Teseracto al Profesor X con la esperanza de que pueda desbloquear sus secretos solo para que Magneto y la Hermandad de Mutantes lo ataquen. Una de las misiones que les da a los jugadores es usar un personaje psíquico para guiar a un estudiante a través de un laberinto.
- El Profesor X aparece como un personaje jugable en Marvel Contest of Champions.